# Renate Rennebach
Renate Rennebach, geb. Hartwig, (* 29. November 1947 in Berlin) ist eine ehemalige langjährige SPD-Bundestagsabgeordnete (1990–2002).

## Leben
Nach ihrer Ausbildung zur Friseurin und längerer Tätigkeit als Sachbearbeiterin bei der IKON AG trat Rennebach 1975 der SPD bei. Hier war sie lange Zeit bei der SPD-Arbeitsgemeinschaft für Arbeit aktiv und war 14 Jahre Mitglied des Bundesvorstands.
Als nach der Wiedervereinigung auch die Einwohner West-Berlins bei den Bundestagswahlen stimmberechtigt waren, kandidierte sie 1990 im Wahlkreis 253 (Berlin-Steglitz-Zehlendorf) erstmals für den Bundestag, unterlag aber mit 30,2 % dem CDU-Kandidaten Gero Pfennig, der auf 51,2 % der Stimmen kam.
Rennebach zog jedoch über die Landesliste der SPD in den Bundestag ein und profilierte sich in der folgenden Legislaturperiode auf dem Gebiet der Sektenpolitik und Angelegenheiten der Treuhand.
1994 zog sie erneut über die Landesliste der SPD in den Bundestag ein, nachdem sie in ihrem Wahlkreis Pfennig abermals unterlag; diesmal mit 32,5 zu 47,5 % der Stimmen.
Bei der Bundestagswahl 1998 gewann sie ihren Wahlkreis (253 Berlin-Zehlendorf - Steglitz) mit 42,7 % der Stimmen vor ihrem Gegenkandidaten Uwe Lehmann-Brauns (39,4 %) erstmals direkt und gehörte auch in der 14. Legislaturperiode dem Deutschen Bundestag an.
Für die Bundestagswahl 2002 unterlag sie im Rahmen der Wahlkreisnominierungen ihrem parteiinternen Herausforderer Klaus Uwe Benneter, so dass sie 2002 nach zwölf Jahren Mitgliedschaft aus dem Bundestag ausschied.
Am 1. Januar 2003 gründete Renate Rennebach die „Renate Rennebach-Stiftung i.G. für Opfer von ritueller Gewalt“.